# 格拉茨附近凯因巴赫
格拉茨附近凯因巴赫是奥地利施蒂利亚州格拉茨城郊县的一个市镇。总面积17.74平方公里，总人口2551人，人口密度143.8人/平方公里（2001年）。